# Evidenzgrad
Evidenzklasse ist ein Begriff der evidenzbasierten Medizin (EbM), der die formale und inhaltliche Qualität einer klinischen Studie beschreibt und kategorisiert. Sie beschreibt eine Hierarchie der Evidenz.

## Vereinfachte Klassifizierung
Die einzelnen Klassen sind:
- Klasse I: gilt nach aktueller Studienlage als gesicherte Empfehlung, immer akzeptabel, sicher und wirksam
- Klasse IIa: gilt nach aktueller Studienlage als akzeptabel und sinnvoll (sehr gut bewiesener Vorteil)
- Klasse IIb: gilt nach aktueller Studienlage als optional anwendbar (gut bewiesener Vorteil, Therapiealternative für Erfahrene)
- Klasse X: gilt nach aktueller Studienlage als unbestimmbar; keine derzeitigen wissenschaftlichen Erkenntnisse oder Gegenstand weiterer Untersuchungen oder weder nachgewiesener Nutzen noch mögliche Schädigung
- Klasse III: gilt nach aktueller Studienlage als nicht indiziert, nicht nützlich, möglicherweise schädlich

## Hierarchie der externen Evidenz
EbM ist nicht auf randomisierte, kontrollierte Studien (Abkürzung: RCTs vom englischen Randomized Controlled Trial) und Metaanalysen begrenzt. Dennoch sind diese als Goldstandard in der großen Mehrzahl jener Fragestellungen anzusehen, bei denen es darum geht, Nutzen und Risiken von neuen wie alten Therapien – insbesondere im Bereich der Pharmakotherapie – zu bewerten.
Dabei unterscheidet man nach den Empfehlungen des AHRQ (Agency for Healthcare Research and Quality) die Evidenzklassen I bis IV. Studien der Klasse Ia haben die höchste Evidenz, Studien der Klasse IV die geringste. Je höher die Evidenzklasse, desto besser ist die wissenschaftliche Begründbarkeit für eine daraus abgeleitete Therapieempfehlung.
- Stufe Ia: Wenigstens eine Metaanalyse auf der Basis methodisch hochwertiger  randomisierter, kontrollierter Studien
- Stufe Ib: wenigstens ein ausreichend großer, methodisch hochwertiger RCT
- Stufe IIa: wenigstens eine hochwertige Studie ohne Randomisierung
- Stufe IIb: wenigstens eine hochwertige Studie eines anderen Typs, quasi-experimenteller Studie
- Stufe III: mehr als eine methodisch hochwertige nichtexperimentelle Studie wie etwa Vergleichsstudien, Korrelationsstudien oder Fall-Kontroll-Studien
- Stufe IV: Meinungen und Überzeugungen von angesehenen Autoritäten (aus klinischer Erfahrung); Expertenkommissionen; beschreibende Studien
- Stufe V: Fallserie oder eine oder mehrere Expertenmeinungen